# زوزانا شادکافسکی

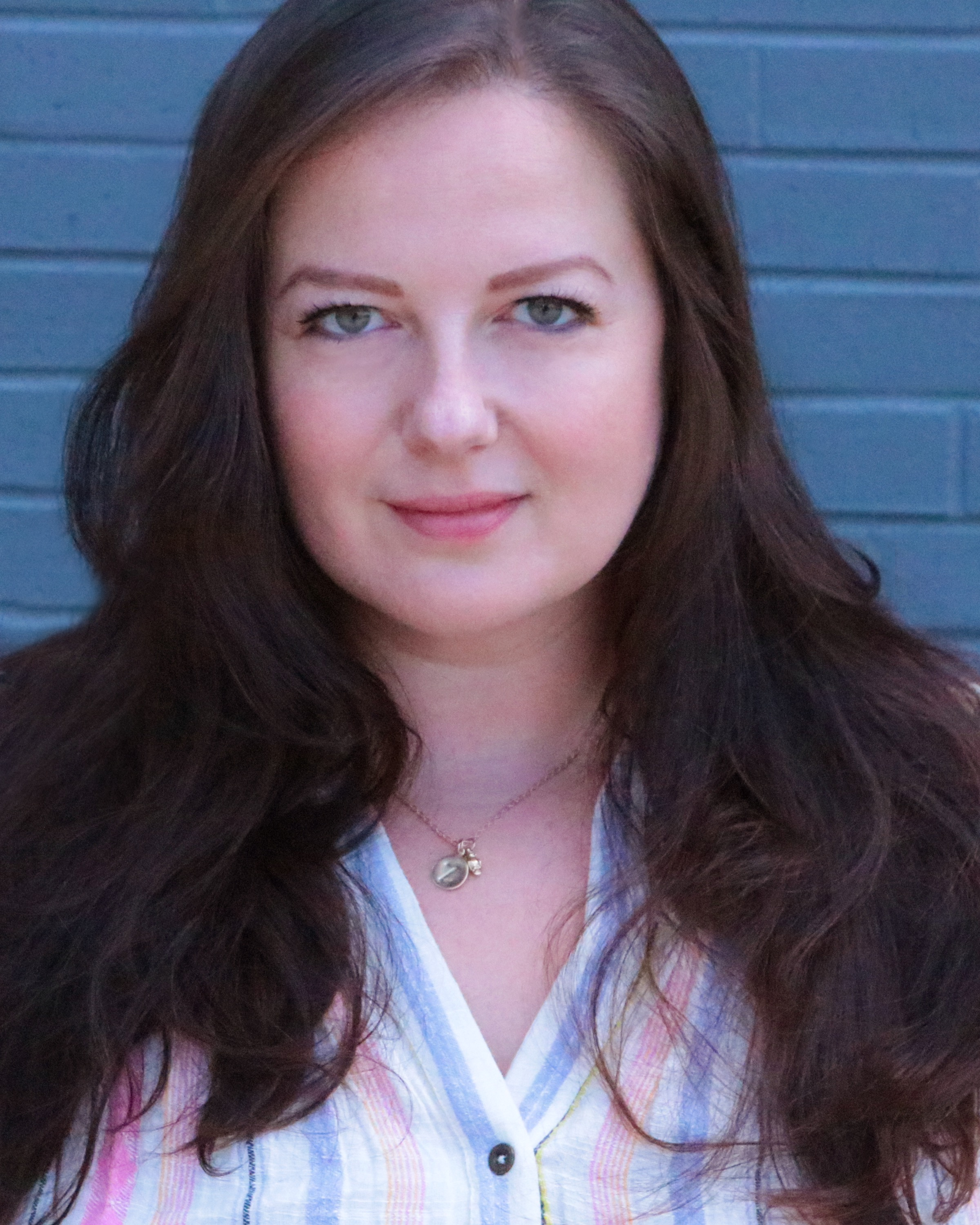
زوزانا شادکافسکی

زوزانا شادکافسکی (لهستانی: Zuzanna Szadkowski؛ زادهٔ ۹ اوت ۱۹۷۸) یک هنرپیشه اهل لهستان و ایالات متحده آمریکا است. وی از سال ۲۰۰۴ میلادی تاکنون مشغول فعالیت بوده است.
او دانش‌آموختهٔ «کالج بارنارد» در نیویورک است.

## گزیدهٔ آثار

### سینما
- سرقت از برج (۲۰۱۱)

### تلویزیون
- ابتدایی (۲۰۱۵)
- دختر سخن‌چین (۲۰۱۲-۲۰۰۷)
- سوپرانوز (۲۰۰۷)